# Andrzej J. Kamiński
Andrzej Józef Kamiński (ur. 20 czerwca 1921 w Warszawie, zm. 4 lutego 1985 w Hagen) – polski historyk specjalizujący się w historii Niemiec okresu nazizmu i jej wpływu na współczesność tego państwa.

## Życiorys
Jego rodzice, Natalia Szper-Kamińska i Józef Szper byli lekarzami. Ukończył I Państwowe Gimnazjum i Liceum im. Stefana Batorego w Warszawie (1939). 
W czasie kampanii wrześniowej walczył jako ochotnik na Froncie Południowym. Podczas okupacji hitlerowskiej, ze względu na żydowskie pochodzenie ojca, przyjął nazwisko matki. W latach 1939–1944 był żołnierzem Armii Krajowej, głównie w Radomiu, gdzie poznał swoją pierwszą żonę, Janinę Egiejmanównę, córkę Stanisława Egiejmana. 7 marca 1944 został wraz z nią aresztowany w Starachowicach i był torturowany przez Gestapo. 21 marca tego roku został przewieziony do obozu koncentracyjnego Groß-Rosen, gdzie przydzielono mu numer Schutzhäftling-Pole 23351 i gdzie pełnił rolę tłumacza i pisarza z języka francuskiego na niemiecki. Po likwidacji obozu Groß-Rosen został przeniesiony do obozu KL Flossenbürg, podobozu w Leitmeritz, gdzie otrzymał numer 87499. W maju 1945 r. brał udział w powstaniu praskim.
Od października 1945 do 1948 studiował prawo na Uniwersytecie Poznańskim. W lipcu 1951 obronił doktorat z najnowszej historii Niemiec. Od grudnia 1946 do lutego 1958 był pracownikiem naukowym Instytutu Zachodniego w Poznaniu. W roku 1949 urodził się jego jedyny syn, Piotr Kamiński. 
W 1964 uzyskał stopień naukowy doktora habilitowanego. Wykładał najnowszą historię Niemiec, m.in. na Uniwersytecie Poznańskim i Warszawskim a także w Szkole Głównej Służby Zagranicznej w Warszawie. W latach 1962–1973 był samodzielnym pracownikiem naukowym w Polskim Instytucie Spraw Międzynarodowych w Warszawie.
W 1973 został zmuszony do opuszczenia Polski. Między innymi dlatego, że 5 jego książek nie mogło się ukazać drukiem, w tym biografia Willy’ego Brandta (Willy Brandt, człowiek, polityk, mąż stanu). Wykładał jako profesor gościnny historię najnowszą na uniwersytetach Niemieckiej Republiki Federalnej. W 1977 r. został profesorem Bergische Universität w Wuppertalu.

## Książki

### wydane po polsku
- Stanowisko Niemiec na Pierwszej Konferencji Haskiej, Instytut Zachodni, Poznań 1962.
- Militaryzm niemiecki. Główne zagadnienia społeczne i polityczne, Wydawnictwo MON, Warszawa 1962.
- Neohitleryzm. Ideologia, propaganda, formy działania i warunki rozwoju ruchu neohitlerowskiego, Wydawnictwo Poznańskie, 1962.
- Hitlerowskie obozy koncentracyjne i ośrodki masowej zagłady w polityce imperializmu niemieckiego, Wydawnictwo Poznańskie 1964.
- Śladami Hakaty. Rola ziomkostw w polityce Niemieckiej Republiki Federalnej, Książka i Wiedza, Warszawa, 1966.
- Faszyzm, Wiedza Powszechna, Warszawa, 1971.

### wydane po niemiecku
- Nationalsozialistische Besatzungspolitik in Polen und der Tschechoslowakei, 1939 -1945, Universität Bremen, 1975.
- Vom Polizei - zum Buergerstaat. Zur Geschichte der Demokratie am Beispiel einer deutschen Stadt, Peter Hammer Verlag, Wuppertal, 1976.
- Konzentrationslager 1896 bis heute. Eine Analyse, Verlag W. Kohlhammer, Stuttgart, Berlin, Köln, Mainz, 1982,II wydanie (poprawione) Serie Piper (Piper) München, Zürich, 1990.

### tłumaczenia
- na polski: Halina Zarychta i autor, tytuł pol. edycji „Koszmar niewolnictwa”.Wydawnictwo Przedświt, Warszawa, 1990.
- na włoski: Wyd. Bollati Boringhieri, Torino, 1997 i 1998.)